# Mailberg
Mailberg – gmina targowa w Austrii, w kraju związkowym Dolna Austria, w powiecie Hollabrunn, w regionie Weinviertel. Liczy 1 569 mieszkańców (1 stycznia 2014).